# 15. за 15
„15. за 15“ назив је протеста одржаног 15. марта 2025. у Београду, у склопу низа студентских протеста против корупције започетих у новембру 2024. године, након пада надстрешнице железничке станице у Новом Саду. Назив означава петнаести (дан текућег месеца) за 15 погинулих у паду надстрешнице у Новом Саду (колико је у том тренутку износио број преминулих). На скуп су грађане Србије позвали студенти у блокади, који су пешке организовано кренули из разних градова Србије ка Београду.
МУП Србије изнео је процену да је протесту присуствовало око 107.000 људи, док је невладина организација Архив јавних скупова изнела процену да је скупу присуствовало између 275.000 и 325.000 људи, пристиглих из целе Србије, истичући да је могуће да је тај број био и већи. У очима дела јавности, дела домаћих, али и страних медија протест је окарактерисан као један од највећих скупова у историји Србије. Тачан број учесника је тешко утврдити и из разлога јер се никада сви учесници нису налазили на једном месту. Централни правац доласка група грађана из разних делова града је ишао ка платоу испред Народне скупштине Србије, како је првобитно било најављено у позиву за протест издатом од стране студената у блокади. Многе групе људи које су се кретале организовано из других делова града нису ни успеле да приђу централном платоу испред Скупштине који је био попуњен, те су попуњавале улице Кнеза Милоша , Краља Милана, Трг Славија, Булевар Краља Александра до Техничких факултета као и Теразијски плато.  У време почетка скупа , грађани који су пристизали из правца Новог Београда још увек нису сви прешли Бранков мост, с обзиром да су редари пропуштали групу по групу да прелази мост, због превеликог оптерећења моста. Почетак протеста био је званично заказан за 16 часова испред Народне скупштине. Окупљање и долазак грађана из свих делова Србије почела су већ у преподневним сатима. Студенти и грађани који су пешачили до Београда дочекани су свечано предходног дана од стране Београђана у самом центру града. Градски превоз није радио на дан протеста, због процена о великом броју људи који ће својим присуством блокирати цео град.
Атмосфера која је стварана и од стране власти и од стране демонстраната у недељи пред скуп је да се очекује некакав битан кључни догађај. За демонстранте то био кључни скуп који би требао да буде круна свих дотадашњих протеста и скупова (у Новом Саду, Крагујевцу и Нишу). И који је ће трајати док власт не испуни студентске захтеве. Док су носиоци власти видели у томе централни скуп који треба да окупи критичну масу која би била довољна да преузме државне институције које се налазе у центру Београда.
Иако најављен као највећи у ланцу протеста, сам скуп никада није званично пријављен, што је и била пракса студената у блокади током целог периода студентских протеста 2024/2025. Обезбеђење самог скупа осим студентских редара чинили су и неформалне групе моторциклиста-бајкера и ратни ветерани. Инсталиране су 2 бине. Једна испред Народне скупштине Србије и једна на Тргу Славија. До самог почетка није било јасно где ће се одвијати централни скуп. Мада се по првобитном позиву маса окупила испред Народне скупштине. Услед могућности за појаву инцидената, организатори скупа су по окупљању огромне масе на свим прилазима Скупштини, одлучили да се одржавање скупа помери са простора испред Скупштине на Трг Славија, те је студентско обезбеђење са ветеранима и бајкерима испразнило простор испред Скупштине и усмерило окупљене да крену према Славији, одакле су се са бине грађанима обратили студенти и прочитали своје захтеве.
Након наступа на бини на Славији, студенти су прогласили да је њихов скуп завршен и да не сносе одговорност за даље догађаје у маси. Такође била је договорена сигнализација уколико дође до било каквог инцидента у маси, да студентски редари сигнализирају место инцидента плавом димном сигналном бомбом, скину редарске прслуке и да се повуку на факултете.
Забележено је више инцидената, хапшења, туча, бацања бакљи. Већина грађана разишла се до 23 часа.
Председник Србије Александар Вучић у обраћању те вечери изјавио је да је на протесту повређено 56 људи, ухапшене 22 особе, а да нико није задобио повреде опасне по живот. Вучић је оценио да је у питању велики скуп, и изјавио је да је власт разумела поруку протеста, али је истакао и да други треба да схвате да „већинска Србија не жели обојену револуцију“.
Принц Александар Kарађорђевић оценио је да су велике тензије у српском друштву настале због „неадекватног реаговања на мирне протесте“, а на све учеснике је апеловао да се „угледају на студенте и не дозволе да емоције надвладају разум“.
Известилац Европског парламента за Србију, Тонино Пицула, критиковао је власт због тога што је неким новинарским екипама, на дан протеста, био забрањен улазак у Србију уз образложење да представљају безбедносни ризик.
Оно што је највише обележило протест 15. за 15 је необичан догађај у 19 часова и 11 минута у улици Краља Милана.

## Догађај у улици Краља Милана
Тачно у 19 часова почела је петнаестоминутна тишина на Тргу Славија и у прилазним улицама, чиме су окупљени симболично одавали пошту страдалима у паду надстрешнице у Новом Саду. Пред крај одавања поште, тишину је прекинуо инцидент у улици Краља Милана када је део окупљених који је стајао на коловозу, у паници нагло почео да се раздваја на две стране улице, остављајући празан простор у средини.  Цео догађај трајао је око 10-12 секунди и десио се у виду ланчане реакције у дужини од неколико стотина метара у улици Краља Милана. Новинарске екипе које су се налазиле у близини и директно извештавале са протеста нису могле јасно да кажу шта се десило, помињући у првом маху да су помислили да је инцидент настао као да је ауто покушао да прође кроз масу или да је неко бацио петарду. Након што су се појавили снимци направљени телефоном на друштвеним мрежама, очевици су путем друштвених мрежа описивали догађај да су чули необичан звук и да су имали утисак да се нешто обрушава кроз њих , те их је то навело да се у моменту разбеже.
Истовремено се десио низ инцидената на више локација, након чега су студенти у блокади Факултета драмских уметности (ФДУ) саопштењем позвали грађане да се склоне са простора око Народне скупштине, проглашавајући крај протеста.
Политичар опозиције Здравко Понош оптужио је те вечери власт да је до прекида петнаестоминутне тишине и панике дела грађана у Улици Краља Милана дошло због употребе „звучног топа“, која није законом предвиђена. МУП и председник Србије демантовали су исте вечери те наводе, али су се полемике у јавности о узроку тог инцидента наставиле и у наредним данима.
Ово је довело 2 недеље касније до новог 5. студентског захтева, о покретању детаљне истраге којом би надлежни органи утврдли шта се тачно десило.

## Дешавања пред протест 15. марта
Након пада надстрешнице железничке станице у Новом Саду 1. новембра 2024. године, у Србији су отпочели протести студената и грађана против корупције. Као део вишемесечних протеста, за 15. март 2025. најављен је скуп „15. за 15“ у организацији студената. Почетком марта, званичници Србије изразили су забринутост поводом најављениог протеста. Председница Скупштине Ана Брнабић је оценила као могућим план за насилни упад у институције и покушај државног удара. Неколико дана касније, председник Александар Вучић је изјавио да очекује да ће опозиција покушати насиље на протесту, најављујући да ће починиоци кривичних дела бити ухапшени. До државног удара и упада у институције није дошло, док је инцидената било, због чега против ухапшених трају поступци.

### Хапшења новосадске политичке екстремистичке групе
Дана 13. марта, више медија је објавило аудио снимак за који се тврди да потиче са састанка одржаног 12. марта у просторијама Покрета слободних грађана (ПСГ) у Новом Саду. На снимку се чују особе, чланови ПСГ-а и организације " Став", који су били активни учесници протеста поводом пада надстрешнице како разматрају одређене акције за протест 15. марта. Ти планови по речима учесника састанка са снимка , укључивали су „герилске акције“, изазивање насиља које би могло довести до „грађанског рата“, као и разраду планова о потенцијалном упаду у институције на дан протеста . Уједно чланови новосадске групе на снимку помињали су и друге групе које су спремне за насилне акције против режима на протесту 15. за 15.  Наредног дана, 14. марта, МУП је саопштио да је у Новом Саду ухапшено шест особа са снимка по налогу Вишег јавног тужилаштва. Ухапшени су осумњичени за припремање дела против уставног уређења и безбедности Србије.
Пленуми студената у блокади, као и ПСГ су се одмах оградили од ставова изречених на снимку. Део студената у блокади осудио је ова хапшења, а један од бранилаца ухапшених изјавио да им Тужилаштво не дозвољава увид у списе предмета.

### Откривање опасних предмета у Београду
Џакови са каменицама пронађени су 13.марта на више локација у центру Београда у ширем подручју око места планираног протеста. МУП је у Београду 14.марта  пронашао паркирани аутомобил у којем су се, како тврде, налазиле торбе са молотовљевим коктелима, палицама и другим средствима.

### Полемике о безбедности протеста
Најава протеста изазвала је полемике у вези са безбедношћу учесника скупа, који подржавају вишемесечне блокаде факултета, али и групе грађана и студената окупљене у кампу у Пионирском парку, преко пута Народне скупштине - испред Председништва Србије, који се тим блокадама противe.
Студенти у блокади, Универзитет у Београду и председник Србије затражили су привремено измештање скупа из Пионирског парка, али су учесници скупа то одбили. Председница Народне скупштине Ана Брнабић оценила је да је скуп у Пионирском парку уредно пријављен и легалан, те оспорила захтеве за његово премештање. Два дана пред најављени протест 15. за 15 , осванули су трактори паркирани у два реда око Пионирског парка у ком су се налазио камп "Студената који хоће да уче" и грађана који се противе блокадама. Касније је потврђено да је то била препрека која би зауставила протестанте да јуришом уђу у Парк и обрачунају се са "студентима који хоће да уче" и онима који се противе протестима.Иза трактора налазиле су се полицијске снаге за разбијање демонстрација. Трактори су демолирани од стране демонстраната током догађаја 14. и 15. марта. А пољопривредници који су донирали тракторе вређани приликом преузимања истих, снимани и касније таргетирани у својим срединама.

### Дочек студената и грађана у Београду, 14. марта
У данима пред протест, групе грађана из Новог Сада, Крагујевца, Новог Сада, Суботице, Чачка,Ужица, Ниша и других градова Србије пешке су се упутиле ка Београду како би се придружиле протесту. Учесници „Марша за Србију“, међу којима су били пре свега студенти али и  пољопривредници, бајкери, бициклисти, ђаци и професори, навели су да је повод доласка захтев за утврђивањем одговорности поводом трагедије која се догодила у Новом Саду.
На дан пред протест, 14. марта, саобраћај у централним београдским улицама, од Трга Републике преко Коларчеве до Пионирског парка, био је обустављен ради дочека учесника пешачења. Студенти Универзитета у Београду окупили су се носећи заставе својих факултета, док су редари усмеравали присутне. У Улици краља Милана студенти су дочекивали колеге на једној страни улице, док су се на супротној страни налазили ратни ветерани, укључујући припаднике 63. падобранске и 72. бригаде за специјалне операције. На Теразијама је организован дочек који је, уз музички програм и ватромет, трајао до раних јутарњих сати наредног дана.
Током дочека, једна од студенткиња обратила се окупљенима, наглашавајући као императив спремност грађана на промене, као и борбу за безбедну државу утемељену на вредностима емпатије, ненасиља, критичког мишљења и толеранције. За учеснике марша из других градова организован је смештај на више факултета и у средњим школама у Београду.

### Дојава о бомби и обуставе саобраћаја пред протест
У раним јутарњим сатима 14. марта, дан уочи протеста, предузеће „Србијавоз“ објавило је привремену обуставу целокупног међуградског железничког саобраћаја на територији Србије. Образложење је била анонимна дојава о постављеним експлозивним направама у возовима, примљена нешто после поноћи. Према касније објављеној хронологији догађаја од стране „Србијавоза“, полиција је обавештена, али је управа предузећа донела одлуку о обустави пре добијања званичних полицијских инструкција, наводећи као разлог заштиту путника и особља. Железнички саобраћај је поново успостављен тек у поподневним сатима 16. марта, након што су завршени контрадиверзиони прегледи.
Поред обуставе железничког саобраћаја, бројни аутобуски превозници широм Србије (укључујући Ласту, Стрелу, као и локалне превознике у градовима као што су Пожаревац, Крагујевац, Зајечар и други) отказали су међуградске поласке ка Београду за 14. и/или 15. март. Као разлози су најчешће навођени „безбедност путника“ или „најава нереда“ у Београду. На сам дан протеста, 15. марта, у Београду је дошло и до потпуне обуставе јавног градског и приградског превоза, укључујући возила ГСП-а и приватних аутобуских превозника. Представник једног од синдиката ГСП-а изјавио је да је налог за повлачење возила ГСП-а у гараже издат од стране МУП-а.
Ова обимна обустава различитих видова јавног превоза, која се десила непосредно пред најављени протест, изазвала је реакције и сумње у делу јавности да је прави мотив био отежавање или спречавање доласка грађана из других делова Србије и са периферије Београда на скуп. Студенти Саобраћајног факултета јавно су осудили обуставу саобраћаја као неоправдану. Упркос околностима, део грађана се организовао путем приватних аутомобила, друштвених мрежа, нудећи и бесплатан превоз, како би стигли у Београд на протест.